# Дунаев, Георгий Михайлович
Георгий Михайлович Дунаев (20 марта 1889, Уфа, Российская империя — 21 декабря 1932, Ташкент, СССР) — советский государственный и партийный деятель. Заместитель Председателя Совета Народных Комиссаров и председатель Госплана Казахской ССР. 

## Биография
Георгий Дунаев родился 20 марта 1889 года в Уфе. 
В 1907—1910 годах учился на юридическом факультете Петербургского университета, но завершил только два курса. 
В 1907 году вступил в Российскую социал-демократическую рабочую партию (РСДРП). В 1920 стал членом РКП(б).

### Трудовая деятельность
С 1909 по 1910 год работал делопроизводителем Оренбургской городской управы, но в 1910 году был арестован и отправлен на административную высылку в Самарскую губернию. 
С 1912 по 1917 год, работал в Ташкентской городской управе в должности статистика и помощника заведующего Статистическим бюро. В этот период также занимал должность заместителя председателя и председателя Ташкентского городского бюро профсоюзов. В конце 1917 года занял должность заведующего Статистическим отделом Ташкентской городской управы, а затем, в 1918 году, — заведующего Оренбургским городским отделом коммунального хозяйства. 
С 1919 года возглавлял Оренбургский Союз городских служащих и рабочих и заведовал Статистическим отделом Политического отдела Туркестанской армии. 
В 1920—1921 годах работал в Оренбурге заведующим городским отделом коммунального хозяйства.
В 1921 году Дунаев переходит на работу в Киргизский (Казахский) комитет РКП(б), занимая различные должности. 
С июня по сентябрь 1922 года был заместителем председателя, а затем, с сентября по ноябрь 1922 года — председателем Государственной плановой комиссии (Госплана) при Совете Народных Комиссаров Казахской АССР. 
В октябре 1922 года также стал заведующим Инструкторско-информационным подотделом и заместителем заведующего Организационным отделом Киргизского комитета РКП(б).
С конца 1924 года и до 1926 года занимал должность председателя Государственной плановой комиссии при Совете Народных Комиссаров Узбекской ССР . 
С 1926 по 1928 год был начальником Главного управления водного хозяйства Средней Азии.
С марта 1928 по январь 1930 года занимал должность первого заместителя председателя Совета Народных Комиссаров Киргизской АССР, одновременно являясь членом Совета Кустпромкоопсоюза Киргизской АССР с апреля 1929 года. В апреле 1929 года бюро Киробкома рекомендовало его в кандидаты в члены ВЦИК и ЦИК СССР от Киргизской АССР.
С 1930 года до конца жизни возглавлял трест Средазводхоз и занимал должность заместителя председателя Средне-Азиатского Экономического Совета. Кроме того, работал редактором журнала «Социалистическое водопользование», посвящённого вопросам управления водными ресурсами в Средней Азии.
Георгий Михайлович Дунаев скончался 21 декабря 1932 года в Ташкенте.